# Gepiu
Gepiu – wieś w Rumunii, w okręgu Bihor, w gminie Gepiu. W 2011 roku liczyła 1208 mieszkańców.